# Demetra Ioannou
Demetra Ioannou (griechisch Δήμητρα Ιωάννου; * 28. April 1962) ist eine zypriotische Badmintonspielerin.

## Karriere
Demetra Ioannou siegte im Jahr 1993 erstmals bei den nationalen Titelkämpfen in Zypern, wobei sie im Damendoppel mit Diana Knekna erfolgreich war. Zwei weitere Titelgewinne gemeinsam mit Knekna folgten 1994 und 1995.

## Sportliche Erfolge
| Saison | Veranstaltung                 | Disziplin   | Platz | Name                           |
| ------ | ----------------------------- | ----------- | ----- | ------------------------------ |
| 1993   | Zypern: Einzelmeisterschaften | Damendoppel | 1     | Diana Knekna / Demetra Ioannou |
| 1994   | Zypern: Einzelmeisterschaften | Damendoppel | 1     | Diana Knekna / Demetra Ioannou |
| 1996   | Zypern: Einzelmeisterschaften | Damendoppel | 1     | Diana Knekna / Demetra Ioannou |

## Referenzen
- Demetra Ioannou beim Badminton-Weltverband

| Personendaten    | Personendaten                   |
| ---------------- | ------------------------------- |
| NAME             | Ioannou, Demetra                |
| ALTERNATIVNAMEN  | Ιωάννου, Δήμητρα                |
| KURZBESCHREIBUNG | zypriotische Badmintonspielerin |
| GEBURTSDATUM     | 28. April 1962                  |